# 16000
16000（一万六千、いちまんろくせん）は自然数、また整数において、15999の次で16001の前の数である。

## 性質
- 16000は合成数であり、約数は1, 2, 4, 5, 8, 10, 16, 20, 25, 32, 40, 50, 64, 80, 100, 125, 128, 160, 200, 250, 320, 400, 500, 640, 800, 1000, 1600, 2000, 3200, 4000, 8000, 16000である。
  - 約数の和は39780。
- ハーシャッド数ではない最小の1000の倍数である。
- 16000 = 27 × 53
  - 2つの異なる素因数の積で p 7 × q 3 の形で表せる2番目の数である。1つ前は3456、次は17496。(オンライン整数列大辞典の数列 A179705)
- 16000 = 2 × 203
  - n = 20 のときの 2n 3 の値とみたとき1つ前は13718、次は18522。(オンライン整数列大辞典の数列 A033431)
- 16000 = 10 × 402
  - n = 40 のときの 10n 2 の値とみたとき1つ前は15210、次は16810。(オンライン整数列大辞典の数列 A033583)

## その他 16000 に関連すること
- 近鉄16000系電車は近畿日本鉄道（近鉄）が1965年に南大阪線・吉野線用に導入した特急形電車。
- 東京メトロ16000系電車は東京地下鉄（東京メトロ）が2010年に千代田線用に導入した通勤形電車。
- 国鉄ワ16000形貨車
- 日本銀行券（円紙幣）全3種を足し合わせた額。

1000 + 5000 + 10000 = 16000